# Okumura Togyū
Okumura Togyū (japanisch 奥村 土牛, auch Okumura Dogyū gelesen, eigentlicher Vorname Gizō (義三); geb. 18. Februar 1889 in Tokio; gest. 25. September 1990) war ein japanischer Maler im Nihonga-Stil der Taishō- und Shōwa-Zeit.

## Leben und Werk
Ab 1905 studierte Okumura unter Kajita Hanko (梶田 判古; 1870–1917), der auch Lehrer von Kobayashi Kokei und Maeda Seison war. Nach dem Tode Kajitas 1917 bildete er sich unter Kobayashi weiter.
Okumuras Arbeiten erhielten regelmäßig Anerkennung auf den Ausstellungen der „Zentralen Kunstausstellung“ (中央美術展, Chūō bijutsuten). Er wurde 1923 zum Weiterstudium in das Nihon Bijutsuin aufgenommen und war gleichzeitig Mitglied einer Studiengruppe unter Hayami Gyoshū. Die erste Arbeit, die einen Preis auf der Ausstellung des Bijutsuin im Jahr 1927 gewann, war das Bild „Gurkenfeld“ (胡瓜畑, Kyūri-batake). Er war weiterhin auf den Ausstellungen des Bijutsuin aktiv, wurde 1929 als assoziiertes Mitglied und 1932 als Vollmitglied aufgenommen. Auf der ersten Ausstellung der staatlichen Teiten-Ausstellung 1926 zeigte der das Bild „Eine Ente“ (鴨, Kamo) und gewann einen höheren Preis damit, was eine breitere Anerkennung begründete.
Okumura war lange auch als Lehrer tätig. Zunächst wurde er 1935 Leiter der Abteilung für Nihonga an der Teikoku bijutsu gakkō, der heutigen Kunsthochschule Musashino. Dann wechselte er 1944 zur Nihon bijtsutsu gakkō, der Vorläufereinrichtung der Tōkyō Geijutsu Daigaku und schließlich 1953 zur Kunsthochschule Tama. Zuletzt war er Vorsitzender des Nihon Bijutsuin.
Okumura wurde verschiedentlich ausgezeichnet, wurde 1947 Mitglied der Japanischen Akademie der Künste, 1962 wurde er als Person mit besonderen kulturellen Verdiensten  geehrt und vom Kaiser mit dem Kulturorden ausgezeichnet. – 1980 wurde er Ehrenbürger (名誉都民, Meiyo tomin) der Stadt Tokio.
Okumura orientierte sich an der realistischen Malweise Kajitas, studierte später aber – obwohl er Nihonga-Maler war – ausgiebig Cézanne und andere europäische Maler. Er malte vorwiegend Vögel, Tiere und Landschaften, wobei er sich sein Leben lang bemühte, seine Malweise zu bereichern. Er gehört zu den bedeutenden japanischen Malern des 20. Jahrhunderts. In der Präfektur Nagano gibt es das „Okumura-Togyū-Gedächtnismuseum“ (奥村土牛記念美術館, Okumura Togyū kinen bijutsukan).
Zu seinen repräsentativen Werken gehören „Eine Burg“ (城, Shiro; 1955) und „Naruto“ (鳴門), beide im Yamatane-Kunstmuseum. 1997 gab die japanische Post eine 80-Yen-Briefmarke mit einem Bild Okamuras heraus, das den Titel „Daigo“ (醍醐) trägt. Dargestellt ist ein blühender Kirschbaum auf dem Tempelgelände des Daigo-ji.